# Mylia anomala
Mylia anomala ist eine Moosart der Ordnung Jungermanniales.
Im Deutschen wird die Art Moor-Dünnkelchmoos genannt.

## Merkmale
Die Stämmchen sind mehrere Zentimeter lang und bis zu drei Millimeter breit. Sie tragen wasserhelle Rhizoide und bilden grüne bis braune Rasen. Die Flankenblätter sind länglich rund bis breit eiförmig, manchmal fast kreisrund, der Vorderrand ist flach. In der Blattmitte sind die Zellen 40 bis 50 × 70 bis 110 Mikrometer groß, ihre Zellecken sind dreieckig bis knotig verdickt. Die Cuticula ist glatt. Jede Zelle besitzt sechs bis zehn oder mehr traubenförmige oder kugelige oder eiförmige Ölkörper.
An der Spitze von lanzettlichen Blättern werden Brutkörper gebildet.

## Verbreitung und Standorte
Die Art ist circumboreal verbreitet. In Deutschland ist sie verbreitet in Moorgebieten anzutreffen. Sie wächst auf Moorboden und nassem Torf zwischen Sphagnum.

### Belege
- Jan-Peter Frahm, Wolfgang Frey, J. Döring: Moosflora. 4., neu bearbeitete und erweiterte Auflage (UTB für Wissenschaft, Band 1250). Ulmer, Stuttgart 2004, ISBN 3-8001-2772-5 (Ulmer) & ISBN 3-8252-1250-5 (UTB).